# Lanna, Lekebergs kommun
Lanna är en bebyggelse i Lekebergs och Örebro kommuner. Invånarna uppgick år 2010 till 537. Orten bytte namn från Lannabruk 1980. Fram till 2015 avgränsade SCB en tätort för denna bebyggelse. 2015 räknas den istället till tätorten Vintrosa.

## Befolkningsutveckling
| Befolkningsutvecklingen i Lanna 1960–2010                                          | Befolkningsutvecklingen i Lanna 1960–2010 | Befolkningsutvecklingen i Lanna 1960–2010 | Befolkningsutvecklingen i Lanna 1960–2010 | Befolkningsutvecklingen i Lanna 1960–2010 |
| ---------------------------------------------------------------------------------- | ----------------------------------------- | ----------------------------------------- | ----------------------------------------- | ----------------------------------------- |
|                                                                                    |                                           |                                           |                                           |                                           |
| År                                                                                 |                                           |                                           | Folkmängd                                 | Areal (ha)                                |
| 1960                                                                               | 1960                                      |                                           | 364                                       |                                           |
| 1965                                                                               | 1965                                      |                                           | 289                                       |                                           |
| 1970                                                                               | 1970                                      |                                           | 297                                       |                                           |
| 1975                                                                               | 1975                                      |                                           | 279                                       |                                           |
| 1980                                                                               | 1980                                      |                                           | 264                                       |                                           |
| 1990                                                                               | 1990                                      |                                           | 328                                       | 93                                        |
| 1995                                                                               | 1995                                      |                                           | 409                                       | 98                                        |
| 2000                                                                               | 2000                                      |                                           | 416                                       | 98                                        |
| 2005                                                                               | 2005                                      |                                           | 424                                       | 99                                        |
| 2010                                                                               | 2010                                      |                                           | 537                                       | 111                                       |
| Anm.: Namnändring 1980 från Lannabruk till Lanna. Uppgick 2015 i tätorten Vintrosa |                                           |                                           |                                           |                                           |